# Todd Woodbridge
Todd Andrew Woodbridge, avstralski tenisač, * 2. april 1971, Sydney, Avstralija.
Todd Woodbridge se je v svoji karieri 35-krat uvrstil v finale turnirjev za Grand Slam v konkurenci dvojic, osvojil je triindvajset naslovov. V posamični konkurenci je najboljši rezultat dosegel leta 1997, ko se je na turnirju za Odprto prvenstvo Anglije uvrstil v polfinale, na ostalih treh turnirjih za Grand Slam se je najdlje uvrstil v četrti ali tretji krog. Najuspešnejši je bil v konkurenci moških dvojic, kjer je nastopal s partnerjem Markom Woodfordom, znana sta tudi kot »Woodies«. V dvajsetih nastopih v finalu je osvojil šestnajst turnirjev, devetkrat Odprto prvenstvo Anglije, po trikrat Odprto prvenstvo ZDA in Odprto prvenstvo Avstralije ter enkrat Odprto prvenstvo Francije. Uspešen je bil tudi v konkurenci mešanih dvojic, kjer je trikrat osvojil Odprto prvenstvo ZDA, dvakrat Odprto prvenstvo Francije ter po enkrat Odprto prvenstvo Anglije in Odprto prvenstvo Avstralije. Nastopil je na poletnih olimpijskih igrah v letih 1992, 1996, 2000 in 2004, kjer je v konkurenci moških dvojic z Woodfordom osvojil zlato in srebrno medaljo. Leta 2003 je bil član zmagovite avstralske reprezentance v tekmovanju za Davisov pokal. Leta 2010 je bil skupaj z Woodfordom sprejet v Mednarodni teniški hram slavnih.

## Finali Grand Slamov

### Moške dvojice (20)

#### Zmage (16)
| Leto | Turnir                          | Partner        | Nasprotnika v finalu            | Rezultat finala         |
| 1992 | Odprto prvenstvo Avstralije     | Mark Woodforde | Kelly Jones Rick Leach          | 6–4, 6–3, 6–4           |
| 1993 | Odprto prvenstvo Anglije        | Mark Woodforde | Grant Connell Patrick Galbraith | 7–6, 6–3, 7–6           |
| 1994 | Odprto prvenstvo Anglije (2)    | Mark Woodforde | Grant Connell Patrick Galbraith | 7–6, 6–3, 6–1           |
| 1995 | Odprto prvenstvo Anglije (3)    | Mark Woodforde | Rick Leach Scott Melville       | 7–5, 7–6, 7–6           |
| 1995 | Nacionalno prvenstvo ZDA        | Mark Woodforde | Alex O'Brien Sandon Stolle      | 6–3, 6–3                |
| 1996 | Odprto prvenstvo Anglije (4)    | Mark Woodforde | Byron Black Grant Connell       | 4–6, 6–1, 6–3, 6–2      |
| 1996 | Nacionalno prvenstvo ZDA (2)    | Mark Woodforde | Jacco Eltingh Paul Haarhuis     | 4–6, 7–6, 7–6           |
| 1997 | Odprto prvenstvo Avstralije (2) | Mark Woodforde | Sébastien Lareau Alex O'Brien   | 4–6, 7–5, 7–5, 6–3      |
| 1997 | Odprto prvenstvo Anglije (5)    | Mark Woodforde | Jacco Eltingh Paul Haarhuis     | 7–6, 7–6, 5–7, 6–3      |
| 2000 | Odprto prvenstvo Francije       | Mark Woodforde | Paul Haarhuis Sandon Stolle     | 7–6, 6–4                |
| 2000 | Odprto prvenstvo Anglije (6)    | Mark Woodforde | Paul Haarhuis Sandon Stolle     | 6–3, 6–4, 6–1           |
| 2001 | Odprto prvenstvo Avstralije (3) | Jonas Björkman | Byron Black David Prinosil      | 6–1, 5–7, 6–4, 6–4      |
| 2002 | Odprto prvenstvo Anglije (7)    | Jonas Björkman | Mark Knowles Daniel Nestor      | 6–1, 6–2, 6–7(7–9), 7–5 |
| 2003 | Odprto prvenstvo Anglije (8)    | Jonas Björkman | Mahesh Bhupathi Maks Mirni      | 3–6, 6–3, 7–6(7–4), 6–3 |
| 2003 | Nacionalno prvenstvo ZDA (3)    | Jonas Björkman | Bob Bryan Mike Bryan            | 5–7, 6–0, 7–5           |
| 2004 | Odprto prvenstvo Anglije (9)    | Jonas Björkman | Julian Knowle Nenad Zimonjić    | 6–1, 6–4, 4–6, 6–4      |

#### Porazi (4)
| Leto | Turnir                      | Partner        | Nasprotnika v finalu             | Rezultat finala             |
| 1994 | Nacionalno prvenstvo ZDA    | Mark Woodforde | Jacco Eltingh Paul Haarhuis      | 3–6, 6–7(6)                 |
| 1997 | Odprto prvenstvo Francije   | Mark Woodforde | Jevgenij Kafelnikov Daniel Vacek | 6–7(12), 6–4, 3–6           |
| 1998 | Odprto prvenstvo Avstralije | Mark Woodforde | Jonas Björkman Jacco Eltingh     | 2–6, 7–5, 6–2, 4–6, 3–6     |
| 1998 | Odprto prvenstvo Anglije    | Mark Woodforde | Jacco Eltingh Paul Haarhuis      | 6–2, 4–6, 6–7(3), 7–5, 8–10 |